# De wisselschat
Heer Bommel en de wisselschat of kortweg De wisselschat is het 112ste verhaal uit de Bommelsaga, geschreven en getekend door Marten Toonder. Het verhaal verscheen voor het eerst op 21 september 1965 en liep tot 11 december van dat jaar. Thema: De persoonlijke invalshoek bij het begrip 'schat'.

## Samenvatting
Nadat het bouwvallige huisje van Tom Poes is ingestort, wil hij een schat vinden om daarmee het herstel te betalen. Heer Bommel wil stiekem helpen en vraagt Kwetal om een schat te maken. Die weet echter niet exact wat daar mee bedoeld wordt. Toch komt hij met een kist, maar het blijkt dat wie er in kijkt ziet wat hij wil. Daarmee wisselt de inhoud dus steeds. Heer Bommel wil dus dat Tom Poes de kist vindt, maar voordat dat kan zijn Super en Hieper er al mee vandoor. Er volgt een bizarre reis op het schip van kapitein Wal Rus. Uiteindelijk komt de kist weer dicht bij Tom Poes terecht, en die vindt dan er vlakbij een echte schat.

## Hoorspel
- De wisselschat in het Bommelhoorspel